# Emprise (route)
Pour les articles homonymes, voir emprise.

L'emprise d’une route est l'ensemble de la surface qu'occupent la route, toutes ses dépendances indispensables (plate-forme, fossés et talus) et les espaces ou voies nécessaires à son entretien ou à son exploitation.
L'emprise est la surface des terrains nécessaires à acheter[pas clair] pour construire une route. On parle souvent d'emprise foncière.

## Dépendance routière
Les dépendances des infrastructures linéaires de transport correspondent à l'« ensemble du domaine public de l'infrastructure (accotements, talus, fossés) à l'exception de l'emprise affectée au déplacement (chaussée, plate-forme ferrée, chenal de navigation) ». Une dépendance routière regroupe les accotements, les fossés et noues, les merlons, les buttes, les talus, les terre-pleins centraux, les ronds-points, les échangeurs, les îlots directionnels, ainsi que les circulations douces, les chemins latéraux d'accès ou de desserte agricole, les aires de repos, les points d'arrêt, les aires de stockage ou de service et les bassins de rétention ou de stockage des eaux de voirie.

## Limites géométriques de l’emprise
L’emprise est la projection horizontale de la distance entre les limites du domaine public.
La limite du domaine public est souvent matérialisée par une clôture.

## Emprise et remembrement
Lorsque la création d'une route a un impact fort sur le parcellaire agricole, il est souvent procédé à un remembrement.
En France, on distingue deux types de remembrements : avec exclusion d'emprise ou avec inclusion d'emprise.

### Remembrement avec exclusion d'emprise
L’État ou la collectivité réalisant l'opération routière achète directement l’emprise de la route par négociation amiable ou expropriation. L’opération de remembrement est réalisée de part et d’autre de cette emprise.
Les surfaces situées sous l’emprise de la route sont perdues pour leur propriétaire.
Le reste du parcellaire est amélioré ainsi que les circulations agricoles perturbées par la route.

### Remembrement avec inclusion d'emprise
Les parcelles situées sous l’emprise de la route sont incluses dans le périmètre de remembrement. Le maître d'ouvrage acquiert l’emprise par échanges avec son stock foncier ou par prélèvement.
L’ensemble des propriétés du périmètre sont éventuellement prélevées (5 % maximum). Ce prélèvement est indemnisé. Le parcellaire est amélioré ainsi que les circulations agricoles perturbées par la route.

## Occupation de l’emprise par des tiers
L’emprise d’une route d’une domanialité donnée peut être occupée par d’autres équipements que ceux dédiés au fonctionnement de la route, comme des réseaux (téléphonique, électriques, fibres optiques, eaux usées, etc) ou par des équipements liés à la route, mais gérés par une autre collectivité que celle gérant la route (trottoir, caniveaux, réseaux d’eaux, etc).
Au Canada, cette occupation du sol est dénommée « empiètement » .